# Sun Dance
Pour plus de détails, voir Fiche technique et Distribution.
Sun Dance est un film américain, réalisé par William Kennedy Laurie Dickson, sorti en 1894, avec Annabelle Moore.

## Fiche technique
- Titre : Sun Dance
- Production : Edison Manufacturing Company
- Réalisation : William Kennedy Laurie Dickson
- Format : 35 mm noir et blanc - 1.36:1 - muet
- Durée : 50 sec
- Genre : film de danse
- Date de sortie : 1894

## Distribution
- Annabelle Moore